# Gnathocera lamottei
Gnathocera lamottei är en skalbaggsart som beskrevs av Ruter 1958. Gnathocera lamottei ingår i släktet Gnathocera och familjen Cetoniidae. Inga underarter finns listade i Catalogue of Life.